# Макензи, Джон
Джон Макензи (англ. John Mackenzie; 21 сентября 1876, Гринок, Ренфрушир — 9 декабря 1949) — британский яхтсмен, чемпион летних Олимпийских игр 1908 года.
На Играх 1908 года в Лондоне Макензи соревновался в классе 12 м. Его команда выиграла две гонки и в итоге заняла первое место.